# Gemanafushi
Gemanafushi is een van de bewoonde eilanden van het Gaafu Alif-atol behorende tot de Maldiven.

## Demografie
Gemanafushi telt (stand maart 2007) 622 vrouwen en 678 mannen.